# Врагово
Вра́гово (рос. Врагово) — присілок у складі Міжріченського району Вологодської області, Росія. Входить до складу Сухонського сільського поселення.

## Населення
Населення — 357 осіб (2010; 464 у 2002).
Національний склад (станом на 2002 рік):
- росіяни — 95 %